# Септички шок
Септички шок (СШ), је специфично стање у организму које настаје као компликација сепсом индукована хипотензија која траје упркос одговарајућој надокнади течности. Последице септичког шока, су слабљење функције органа и смрт. Са сваким сатом одлагања почетка лечења септичног шока применом антибиотика, смртност расте за око 10%. Зато је 1. октобра 2011. године сепса проглашена за хитно медицинско стање. Највећа кампања, са циљем подизања опште свести о овом проблему и израде националног развојног плана у свакој земљи са циљем смањења морталитета од септичног шока за 20% до 2020. године, почела је 13. септембра 2012. године, и тај дан се сматра првим „Светским даном сепсе”.
Септички шок може да се јави код свих особа са сепсом, без обзира на узраст, пол или социјални статус, због неодговарајуће одбране организма од инфекције. Посебно ризичне групе чине особе старије животне доби, мала деца, хронични болесници и имунодефицијентне особе.

## Дефиниција и дијагностички критеријуми[3]
Сепса се дефинише као присуство (вероватно или документовано) инфекције заједно са системским манифестацијама инфламације.
Тешка сепса се дефинише као сепса и сепсом индуковано отказивање органа или хипоперфузија ткива.
Сепсом индукована хипотензија дефинише се као систолни крвни притисак (SBP) <90 mmHg или средњи артеријски притисак (MAP) <70 mmHg, или смањење SBP >40 mmHg или мање од две стандардне девијације испод нормалног за старосну доб, у одсуству других узрока хипотензије.
Септички шок се дефинише као сепсом индукована хипотензија која траје упркос одговарајућој надокнади течности.
Сепсом индукована хипоперфузија ткива дефинише се као инфекцијом индукована хипотензија, повећана лактатемија, или олигурија.

## Етиологија
Типични узроци септичног шока су;
- Запаљење трбушне марамице, као последица ширења инфекције из материце и јајовода, најчешће након побачаја.
- Пуцање црева, као последица болести или повреда (убод ножем, рањавање бласт синдром итд), праћено запањењем трбушне марамице.
- Општа инфекција изазвана ширењем једноставне инфекције коже.
- Гангрена изазвана специфичним микроорганизмима, праћена проширењем инфекције на околна ткива а затим на крв и унутрашње органе.
- Ширење инфекције из бубрега и мокраћних канала.

### Изазивачи
Најчешћи изазивачи септичког шока су грам негативне бактерије и то;
- Ешерихија коли,
- Клебсиела,
- Псеудомонас,
- Енетерококе
- Стафилококе,
- Стрептококе,
- Менингококе,
- Пнеумококе,
- Цревене бактерије (салмонеле)
- Анаеробне бактерије (клостридијум).

### Ендотоксински шок
Ендотоксински шок је посебна врста септичког шока, која настаје код; „везаних црева“ (илеуса), које прати прекид протока крви, након чега настају гангренозне промене, у зиду црева са убрзаним размножавањем бактерија и масивног продора инфекције из мокраћних путева у крв. Убрзано размножавање бактерија у овим органима праћено је излучивањев великих количина ендотоксина, који изазивају сличне промене онима код анафичлактичног шока.
Главни узрок ендотоксинског шока је заправо; мождана анафилактичка реакција изазвана ендотоксином, слабост циркулације, коју карактерише; слабљење срца као последица дејства ендотоксина и проширење (дилатација) крвних судова.

## Епидемиологија
Према подацима Центра за медицинску документацију у САД, септички шок је 13. водећи узрок смрти у САД и главни узрок смрти у јединицама интензивне неге. У последњих неколико деценија дошло је до повећања стопе разбољевања од СШ, што се приписује порасту примене инвазивне медицинске опреме и процедура у дијагностици и лечењу. Највећа учесталост СШ, је код болесника са нарушеним имунолошким статусом и код старијих људи због укупног пораста становништва старије животне доби.
Глобална преваленца пацијената са септичким шоком који у почетку испољавају било хипотензију са лактатима ≥4 mmol/l, само хипотензију, или само пораст лактата ≥4 mmol/l, је 16,6%, 49.5%, односно 5,4%.
Стопа морталитета је висока за пацијенте у септичком шоку који имају и хипотензију и лактате ≥ 4 mmol/l (46.1%) (24), и повећана је код пацијената који имају само хипотензију (36,7%) и само лактате ≥4 mmol/l (30%).
Терцијарне установе здравствене заштите (као што су болнице) имају 2 до 4 пута већу стопу бактериемија, од установа примарне здравствене заштите. Од којих су 75% кућне инфекције.
- Око 35% случајева СШ потиче од инфекција уринарног тракта,
- Око 15% из дисајних путева,
- Око 15% од промена на кожи и примене катетера (као што је ИВ),
- Око 30% свих случајева је непознатог порекла.

## Предиспонирајући фактори
Према статистикама многих земаља око 40% септикемија прелази у септички шок. Предиспонирајући фактори за настанак СШ су; шећерна болест, хронични хепатит, малигне болести, тешке повреде, лековима изазвана имунодепресија, хируршке интервенције (посебно на жучним путевима и уринарном тракту),

## Патолошка физиологија
Бактеријски продукти прелазе у крвну циркулацију и изазивају наглу и општу вазодилатацију (ширење) и потпуни слом периферног отпора уз истовремено оштећење ћелија ендотела капилара. Овај поремећај у даљем току болести доводи до изласка плазме кроз оштећене зидове крвних судова у околна ткива. Што као крајњу последицу има хиповолемију праћену хемодинамским поремећајима пре свега у раду срца.
Као последица ових поремећаја настаје у организму нагло смањење циркулишуће крвне масе, пад систолног крвног притиска и смањење минутног волумена срца. Губитак од 50% волумена крви у циркулацији, довешће до тешких циркулаторних поремећаја и дубоког шока.
На развој СШ значајан утицај има и лактатна ацидоза, као и директно дејство ендотоксина, на срчани мишић као и на друге паренхиматозне органе (бубрег, јетра, плућа).

## Клиничка слика
Септичком шоку, увек претходи инфекција чија се локализација и почетак понекада не могу открити. То може бити било које подручје у телу почев од коже преко унутрашњих органа, до скелетног система, мишића и разних чула.
Клиничка слика почиње високом температуром и дрхтавицом. Затим се наставља следећим знацима болести;
- отежано дисање,
- анксиозност праћена узнемиреношћу,
- дезоријентисаност све до конфузног стања,
- бледило коже која је орошена хладним знојем,
- хладни удови,
- убрзан и мек пулс, са једва чујним срчаним тоновима,
- убрзан рад срца (тахикардија)
- тешка хипотензија (<70 mmHg)
- неправилан рад срца (аритмија),
- израженост вена на врату.[7][8]

У појединим бактеријским инфекцијама, клиничка слика СШ има додатне и специфичне карактеристике;
- СШ код меднингококне инфекције, карактерише нагли и тежак почетак, са пруринозним и ехимозним променама на кожи, и релативно оскудном менингеалном симптоматологијом. Након неколико часова настаје крварење и некроза на кожи, слузокожама, бубрезима, надбубрегу и мозгу уз веома брз смртни завршетак СШ.
- СШ у токсоинфекцијама са стафилококама или бета хемолитичким стерптококом такође је карактеристичан по променама на кожи и лошој прогнози. Почетак ових инфекција је често у виду гнојаве ангине грла, кожних фурункула, панарицијума, па чак и обичних фоликулита.
- СШ код инфекција црева салмонелама, праћен је додатним губитком течности (дехидрација) због честих пролива и повраћања, па често личи на хиповолемијски шок.
- СШ код анаеробних инфекција, настаје након побачаја или након порођаја, код постоперативних гасних гангрена и код тешких хемолиза и поремећаја коагулације.

## Дијагноза
По дефиницији, болесник са септичким шоком мора имати:
1. Доказани извор заразе (инфекције),
2. Хипотензију (или да болесниково стање захтева примену вазопресора како би систолни притисак био најмање 90 ммХг),
3. Присутност најмање два знака системске упале (тахикардија, тахипнеја, хипо/хипертермија, леукоцитоза/леукопенија)
4. Дисфункција барем једног од главних (виталних) органа (види табелу).
| Критеријуми                               | Фаза пре шока                           | Топли септички шок                                  | Хладни септички шок                           |
| ----------------------------------------- | --------------------------------------- | --------------------------------------------------- | --------------------------------------------- |
| Ментални статус                           | Нормалан или збуњен                     | Обично збуњен                                       | Сопор или кома                                |
| Кожа                                      | Топла                                   | Топла/хладна                                        | Хладна/цијанотична                            |
| Температура                               | Смањени, нормални или повећани          | Исто                                                | Исто                                          |
| Леукоцити                                 | Повишени, нормално или незнатно снижени | Исто                                                | Обично увећани, али могу бити снижени         |
| Тромбоцити                                | Нормални или смањени                    | Нормални или смањени (ретко реактивна тромбоцитоза) | Могу се значајно смањити (други степен ДИК-а) |
| Средњи артеријски притисак (MAP)          | Нормалан или незнатно снижен            | Снижен                                              | Снижен                                        |
| Угљен моноксид (CO)                       | Нормалан или повишен                    | Повишен                                             | Нормалан или снижен                           |
| Системски васкуларни отпор (SVR)          | Снижен                                  | Знатно снижен                                       | Нормалан или повишен                          |
| Парцијални притисак кисоника (PO2)        | Обично нормалан                         | Нормалан или снижен                                 | Може АРДС                                     |
| Парцијални притисак угљен-диоксида (PCO2) | Oбично низак (< 0)                      | Нормалан или снижен                                 | Нормалан или повишен                          |
| pH                                        | 7.4 (респираторна алкалоза)             | ≤ 7.4 (мешана респираторна ацидоза)                 | ≤ 7.4 (мешана респираторна ацидоза)           |
| Волуменски одговор                        | Снижен                                  | Релативан                                           | Минималан                                     |

### Биохемијске и друге промене у СШ
- леукопенија са неутропенијом (ретко леукоцитоза)
- хиперазотемија, као последица инсуфицијенције бубрега,
- поремећај хемостазе (тромбопенија, хипофибринемиа, нарушен протромбински комплекс),
- повећан ниво шећера (као последица адренергичне хиперсекреције),
- повећана вредност ензима у плазми (СГОТ, ЛДХ, ЦПК и амилаза) због хипоксичног оштећења ткива и ћелија.

## Значај раног дијагностиковања и лечења у септичког шока
Рано дијагностиковање и лечење у септичком шоку повећава стопу преживљавања болесника. Ако се у почетном периоду лечења од шест сати постигну задати терапијски циљеви, смртност током периода од 28 дана се смањује за 15,9%. Ова стратегија, названа рана циљана терапија (енгл. early goal-directed therapy), била је испитивана и у студији са тешком сепсом у осам кинеских центара. Студија је утврдила апсолутно смањење смртности од 17,7% у року од 28 дана. Више других студија, у којима су поређени слични облици раног збрињавања на сличним групама болесника, је такође показало значајно смањење смртности.

## Терапија
Тарпија СШ мора да обухвати реанимацију, мониторинг, ткивну перфузију, интравенску надокнаду течности и контролу извора сепсе, и у начелу се спроводи кроз;
- Лечење основне болести која је проузроковала појаву СШ, укључујући и примену мера ургентне реанимације.[17]

- Оксигенотерапија 100% кисеоником на нормалном и повишеном притиску (ХБОТ)
- Антибиотска терапија (најбоље на основу биограма)
- Унос течности (колоида, кристалоида, плазме).
- Нормализација крвног притиска.
- Корекција било које вресте метаболичке ацидоза.
- Превенција и лечење компликација.

### Принципи савремена терапија СШ
Савремене терапијске интервенције у СШ укључују:
- Спречавање активирања ћелија домаћина (антитондотоксинска антитела, ЛПС неутралишући протеини (растворљиви рекомбинантни ЦД14),
- Инхибицију посредника или медијатора (ТНФ инхибитори, анти-ТНФ антитела, растворљиви ТНФ рецептор, антагонисти рецептора ИЛ-1, инхибитори циклооксигеназе, инхибитори ПАФ, инхибитори НО синтазе, кортикостероиди (блокатори ПЛА2).

Пресудну улогу, у савременој терапији СШ, имају антитела антиендотоксина (моноклонална) антитела) као и монокинска антитела на монокине и њихове специфичне антагонисте. 
Примену су нашли и неки лекови који инхибирају активност других посредници попут антиоксиданата (супероксидна дисмутаза и витамин Е) који инхибирају активност кисеоничких радикала, нестероидна противупална средства, која инхибишу активност  цитоксигеназе и стварање простаноида, као и пентоксифилин који смањује агрегацију неутрофила.

## Компликације
У току СШ честе су бројне компликације, које могу довести до смртног исхода, или могу настати иреверзибилне (неповратне) промене након 2-3 недеље.
- акутна бубрежна инсуфицијенција са ануријом,
- акутни цитотоксични хепатит,
- крварења у органима за варење,
- едем (оток) плућа,
- акутни миокардит (запаљење срчаног мишића).

### Прогноза
- Прогноза СШ је увек лоша, упркос великом напретку медицине.
- Према подацима бројних студија смртност она се креће око 50%, или смртност од СШ је око 40% код одраслих и 25% код деце.[22]
- Посебно велики морталитет имају инфекције узроковане са (лат. Candida species i Pseudomonas aeroginoza).